# Francisco Sanguino
Francisco Sanguino fou un lutier que visqué a Sevilla del 1755 al 1763.
Es conserven poques dades d'aquest lutier tot i que en la seva època era ja un famós guitarrer. Tan sols es coneixen de Sanguino dos violoncels i cinc guitarres, que mostren el domini del seu art i la intuïtiva comprensió de l'acústica aplicada a la a construcció dels instruments de corda.